# Сід (Корнель)
«Сід» (фр. Le Cid) — театральна п'єса (трагікомедія) в віршах П'єра Корнеля. Перший раз п'єса була показана в грудні 1636 або в січні 1637.
П’єса є переробкою іспанської комедії Гільєна де Кастро «Молодість Сіда» (початок XVII ст.), що в свою чергу була драматизацією так званих народних романсів про боротьбу іспанського національного героя з маврами. Сід Кампеадор як особа історична і Сід як герой народних романсів дуже відрізняються від сценічного його образу в  п’єсі Корнеля.  Тут він виступає як втілення почуття морального обов’язку, як постать, наділена глибоким психологізмом.

## Дійові особи
- Дон Родріго, син Дона Дієго і коханий Хімени. Ім'я «Сід» буде згадано королем та інфантою по відношенню до Родріго тільки в IV і V актах.
- Хімена, донька дона Гомеса і кохана дона Санчо і дона Родріго, в останнього вона сама закохана.
- Дон Гомес, граф Гомес, батько Хімени.
- Дон Дієго, батько дона Родріго.
- Донна Уррака, інфанта кастильська (таємно закохана в Родріго).
- Дон Фернандо, перший король кастильский.
- Дон Санчо, закоханий в Хімену.
- Ельвіра, вихователька Хімени.
- Леонора, вихователька інфанти.
- Дон Аріас і дон Алонсо, кастильскі дворяни.

## Стислий зміст
Дон Дієго і Дон Гомес вирішили одружити своїх дітей Хімену і Родріго, які закохані один в одного. Однак дон Гомес, заздрячи тому, що король обрав дона Дієго наставником принца, дає йому ляпаса і тим самим наносить образу дону Дієго. Дон Дієго, вже ослаблений роками, занадто старий для того, щоб помститися сам. Тому він доручає своєму сину, Родріго, помститися за нього, Родріго, опинившись перед нелегким вибором між коханням і обов'язком, виконує свій обов'язок, вбивши батька Хімени на дуелі. Хімена намагається зректися від кохання до Родріго і закликає короля до справедливості, вона просить у короля голову Родріго. Однак атака королівства маврами дає Родріго шанс довести свою відвагу і заслужити прощення короля. Як ніколи закохана в Родріго, який став національним героєм, Хімена стоїть на своєму і добивається від короля проведення дуелі між доном Санчо, який закоханий в Хімену, і Родріго. Вона обіцяє стати дружиною переможця. Родріго переможно отримує руку Хімени від короля, але король відкладає весілля на рік, щоб дати загоїтися сердечним ранам Хімени.

## Переклад українською мовою
Українською мовою п'єсу «Сід» переклав Максим Рильський. Переклад вперше надруковано у виданні:
- Французькі класики XVIII століття. Буало, Корнель, Мольєр, Расін. Х — К., 1931.